# Ян Пітерсзоон Кун
Ян Пітерсзоон Кун (нід. Jan Pieterszoon Coen; 30 червня 1627 — 21 вересня 1629) — четвертий і шостий генерал-губернатор Голландської Ост-Індії. Відомий значним розширенням голландських колоніальних володінь в Індонезійському архіпелазі. Довгий час вважався національним героєм Нідерландів.

## Біографія
Кун народився в Горні 8 січня 1627. В 1601 році він поїхав до Риму, вчитися бухгалтерії в конторі Fleming Joost de Visscher. В 1606 році він приєднався до Голландської Ост-Індійської компанії (VOC) і через рік здійснив першу торгівельну експедицію в якості помічника купця Пітера Віллємша Верхуффа.
В грудні 1607 року Ян Пітерсзоон Кун відправився в свою першу подорож до Ост-Індії. На жаль, експедиція виявилась невдалою. Пітер Верхуфф був вбитий місцевими жителями в районі архіпелагу Банда через суперечку навколо будівництва укріплень і цін на спеції. 28 червня 1611 року Кун повернувся в Нідерланди. Він справив враження на керівництво компанії, яке вирішило довірити наступну експедицію саме Куну. 
В 1612 році йому було доручено з'ясувати можливість відторгнення Островів прянощів від португальців. В 1613 році він був призначений керівником торгівельної факторії Бантам на Яві, а в листопаді 1614- директором компанії з азійської торгівлі.

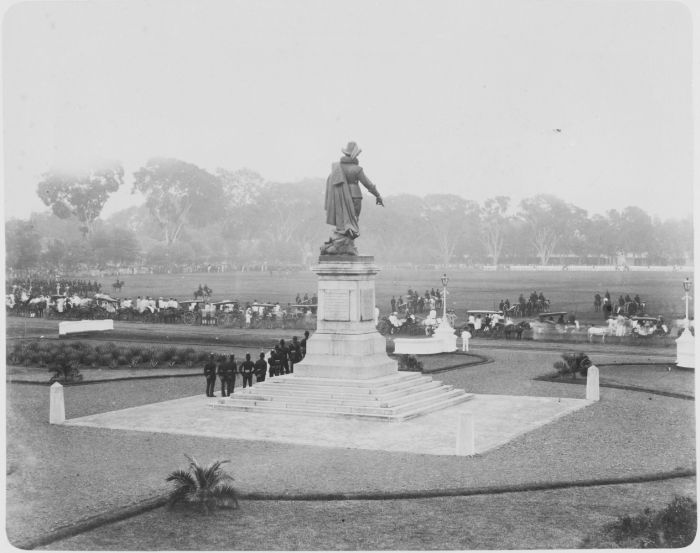
Статуя Куна. Батавія, 1898 рік

Будучи купцем і кальвіністом, Кун був переконаний у необхідності суворого дотримання договорів, укладених з азійськими правителями. Він допомагав індонезійським принцам проти їх місцевих суперників або інших європейських держав, а натомість отримував для компанії торгівельні монополії. Таким чином, голландці, ціною великих військових та морських інвестицій, повільно отримали контроль над багатою торгівлею спеціями в цьому регіоні. У період з 1614 по 1618 рік Коен затвердив голландську монополію на гвоздику з Молукських островів мускатний горіх з островів Банда. 
Ян Пітерсзоон Кун в цей час формує економічну політику VOC. Як друга людина в колоніях після генерал-губернатора Рейнста, він мав можливості для втілення своїх ідей. Вони полягали у зменшенні внутрішньої торгівлі в Індонезії (оскільки це лише збагачувало конкурентів VOC, в першу чергу англійців). Збільшувалася торгівля сандаловим деревом з Китаєм. Крім того він заохочував іміграцію для заселення островів.
21 березня 1619 року Кун був призначений новим генерал-губернатором. В цей період у VOC загострились відносини з Бантамським султанатом. Бантен намагався торгувати перцем в обхід голландців, у відповідь на що Кун переніс свою штаб-квартиру прямо в центр влади непокірного васала Бантама — в містечко Джаякарта. Там він заснував форт, назвавши його Батавія і оголосивши нове місто столицею колоніальних голландських володінь.
У 1621 році він очолив голландське завоювання островів Банда, використовуючи японських найманців. Натрапивши на жорстокий опір і куплені в англійців гармати, голландці силою взяли острів Лонтор. Багато тисяч жителів були вбиті і, щоб звільнити місце голландським плантаторам. Чутки про страшну різанину досягли Європи і шокували навіть керівництво компанії.
В 1622 році Кун, утвердивши владу VOC на Яві, почав дивитися на північ. Він намагався заснувати факторії на китайському узбережжі, але зустрівши опір, вирішив задовольнитися Тайванєм, чим дав початок історії Голландської Формози. Звідси, на думку Куна, можна було вести торгівлю не лише з Китаєм, але й з Японією (через Дедзіму). Таким чином, під його керівництвом опинилася величезна торгівельна мережа, що тягулася від японського узбережжя до Сурата на заході Індії.
1 лютого 1623 року Кун передав свою посаду Пітеру де Карпентьє і повернувся до Нідерландів, де він був прийнятий як герой. Він став головою відділення VOC в рідному місті Горні і працював над планами щодо майбутнього колонії і над залученням нових поселенців. Однак в цей час до Європи дішла звістка про Амбонську різанину. Він був повторно призначений генерал-губернатором, однак тимчасово був змушений затриматись вдома. В 1625 році він одружився з Євою Мент, а в 1627 році виїхав інкогніто до Ост-Індії зі своєю дружиною, новонародженою дитиною та братом і сестрою дружини. 
Під час його другого терміну відбувалася війна з яванськими султанатами Бантаму і Матараму. В 1628 і 1629 султан Агунг з Матараму двічі брав в облогу Батавію. Під час другої облоги Кун раптово помер 21 вересня 1629 року, імовірно, через спалах холери. Однак, збудована ним голландська морська імперія пережила його, принаймні в Індонезії, більш ніж на триста років.

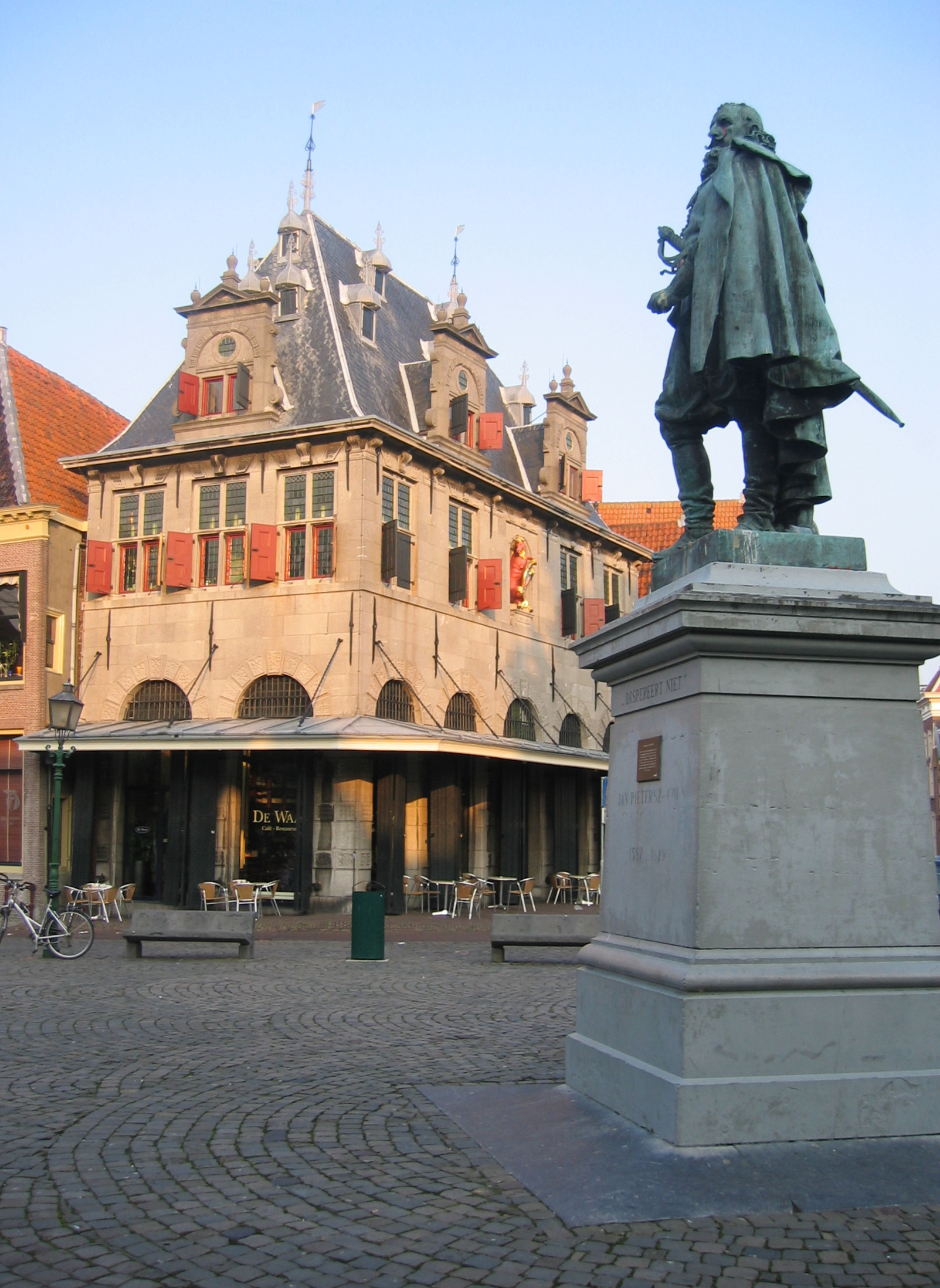
Пам'ятник Куну в його рідному місті Горні.

## Спадщина
"Не впадай у відчай, не шкодуй ворогів, бо Бог з нами" (нід. Dispereert niet, ontziet uw vijanden niet, want God is met ons)- цю фраза з листа Яна Куна, написаного 29 вересня 1618 року пізніші історики називали девізом губернатора. Вона ілюструє його цілеспрямованість, безжальність і віру в божественну підтримку. Переслідючи мету - монополію Голландської Ост-Індійської компанії в торгівлі спеціями, голландські солдати під керівництвом Куна проводили численні вбивства і завоювання, включно з сумновідомою різаниною Банда 1621 року. Багато істориків, ще до проголошення Індонезією незалежності, піддавали критиці дії Куна.
Тим не менш, Ян Пітерсзоон Кун довгий час вважався героєм Голландії і одним із стовпів ії могутності. 4 вересня 1876 року в Батавії йому був встановлений пам'ятник (зруйновний японцями 7 березня 1943). Скульптура авторства Фердинанда Лінхоффа була встановлений в Горні, рідному місті Куна в 1893 році. Більш ніж через сто років, в 2012 році до статуї була додана табличка, в який визнавалася провина Куна за насильницькі дії VOC.